# اليابان وأسلحة الدمار الشامل
أجرت اليابان منذ منتصف ثلاثينيات القرن العشرين، العديد من المحاولات لامتلاك أسلحة الدمار الشامل وتطويرها. شهدت معركة تشانغده عام 1943 تجارب يابانية لكل من الأسلحة البيولوجية والأسلحة الكيماوية، وأدار اليابانيون برنامجًا نوويًا خطيرًا ولكنه لم يكن مجديًا.
استخدمت الولايات المتحدة منذ الحرب العالمية الثانية، الأسلحة النووية والكيميائية واختبرتها في الميدان عند مهاجمتها لليابان.
أصبحت اليابان منذ ذلك الحين دولة ذات قدرة نووية عالية، يقال أنها «تصبح مفك براغي» دون الأسلحة النووية؛ وامتلكت القدرة والمعرفة الفنية والمواد اللازمة لصنع قنبلة نووية. تجنّبت اليابان باستمرار الإفصاح عن أي رغبة بامتلاك أسلحة نووية، ولم يدعُ أي حزب ياباني في أي وقت مضى إلى امتلاك أسلحة نووية أو أي أسلحة دمار شامل. هناك جدل حول ما إذا كان الدستور الياباني يحظر هذه الأسلحة أم لا (تنص المادة التاسعة في دستور اليابان بالابتعاد عن النزاعات المسلحة أو المشاركة في الحروب). وقعت اليابان العديد من المعاهدات التي تحظر استخدام هذه الأنواع من الأسلحة.
اليابان هي الدولة الوحيدة التي هوجمت بأسلحة ذرية. وقد تعرضت في عام 1995 لهجوم إرهابي محلي بأسلحة كيميائية.

## امتلاك اليابان لأسلحة الدمار الشامل

### الأسلحة البيولوجية
أصبحت اليابان مهتمة بامتلاك أسلحة بيولوجية نحو أوائل ثلاثينيات القرن العشرين. وبعد الحظر الدولي على الحرب الجرثومية عام 1925 بموجب بروتوكول جنيف، جادلت اليابان بحجة ضرورة أن تكون هناك أسلحة فعالة لمحاربة الأوبئة المرضية. طورت اليابان أساليب جديدة للحرب البيولوجية واستخدمتها على نطاق واسع في الصين. خلال الحرب الصينية اليابانية (1937-1945) والحرب العالمية الثانية، أجرت الوحدة 731 وغيرها من وحدات البحوث الخاصة التابعة للجيش الإمبراطوري الياباني تجارب بشرية على آلاف البشر، معظمهم من الصينيين والكوريين والروس والأمريكيين وغيرها من الجنسيات، بالإضافة إلى بعض المجرمين اليابانيين. استخدم الجيش الياباني الأسلحة البيولوجية في الحملات العسكرية، على الجنود والمدنيين الصينيين.
كان لوحدة الحرب البيولوجية رقم 731 بقيادة الجنرال شيرو إيشي سمعةً سيئة. استخدمت الوحدة 731 البراغيث المصابة بالطاعون والذباب الحامل للكوليرا لإصابة السكان في الصين. استطاع الجيش الياباني فعل هذا عن طريق نشر الحشرات من الطائرات التي تحلق على ارتفاع منخفض وإلقاء القنابل التي طوروها والتي كانت معبئة بمزيج يحوي حشرات وأمراض يمكن أن تصيب البشر والحيوانات والمحاصيل. تسببت هذه الأوبئة المميتة بوفاة ما بين 200,000 إلى 500,000 صيني. أشارت التقارير المستقاة من مصادر مباشرة إلى أن اليابانيين أصابوا المدنيين بالأمراض باستخدام المواد الغذائية الموبوءة بالطاعون، مثل الزلابية والخضروات. استخدم اليابانيون الأسلحة البيولوجية أيضًا أثناء هجمات الأسلحة الكيميائية خلال معركة تشانغده وذلك عبر نشر البراغيث المصابة قصدًا. انتشر في مقاطعة جيجيانغ أمراض الكوليرا والزحار وحمى التيفوئيد. بالإضافة إلى معاناة مدينة هاربين من الهجمات البيولوجية اليابانية. استُخدم في المعارك الأخرى السلاح الجرثومي المسمى كايمينيي في نينغبو.
أرسلت اليابان غواصة بأسلحة بيولوجية غير مُجرّبة أوائل عام 1944 للدفاع عن جزيرة سايبان من الغزو الأمريكي، لكن الغواصة غرقت.
كان خبراء الحرب البيولوجية في اليابان يأملون شن هجمات بيولوجية على الولايات المتحدة في عام 1944 بقنابل بالونية مملوءة بأمراض مثل الطاعون الدملي والجمرة الخبيثة وطاعون المواشي وفطر السُوَّيْد. كان هجوم الكاميكاز المخطط له على سان دييغو عام 1945، باستعمال حاملات الطائرات من طراز آي -400 لإيصال الغواصات ونشر الطائرات العائمة (اتشي إم 6 إيه) وإسقاط البراغيث المصابة بالطاعون الدملي، وأُطلق عليه اسم عملية أزهار الكرز في الليل. رفض هيديكي توجو هذه الخطط خشية انتقام مماثل من قبل الولايات المتحدة.
قدم علماء يابانيون تابعين للوحدة 731 معلومات بحثية لبرنامج الأسلحة البيولوجية للولايات المتحدة من أجل التهرّب من تهم جرائم الحرب. ادّعى بوب دهيني مؤخرًا، وهو محامي سابق في فريق الادعاء بجرائم الحرب، أنه لم يرد ذكر الحرب الجرثومية عند التحقيق في جرائم الحرب اليابانية. لم تُعرف الحقيقة حتى ثمانينات القرن العشرين ولم يُحاكم إمبراطور اليابان. كشفت التحقيقات في وقت لاحق معرفة الإمبراطور بالبرنامج.
كان ينظر إلى الأسلحة البيولوجية في اليابان إلى حد كبير على أنها غير مجدية، بسبب عدم وجود تكنولوجيا فعالة للإنتاج أو التسليم. قدمت الحكومة الأمريكية راتبًا معاشيًا للباحثين والعلماء العسكريين اليابانيين. ظلت معلومات الحرب البيولوجية اليابانية المقدمة إلى السلطات الأمريكية بعد الحرب العالمية الثانية سريةً وعادت أدراجها في النهاية إلى اليابان.
يزعم المسؤولون اليابانيون اليمينيون عدم وجود أي أدلة على الأعمال الوحشية التي ارتكبتها اليابان في زمن الحرب.
أنهت محكمة يابانية في أغسطس 2002، عقودًا من الإنكار وأقرت لأول مرة، استخدام اليابان الأسلحة والحرب الجرثومية في الصين المحتلة في ثلاثينيات وأربعينيات القرن العشرين. أقرت المحكمة وجود برنامج الحرب البيولوجية في اليابان لكنها رفضت مطالب المدعين بالتعويض، قائلة إن القضية كانت مشمولة بمعاهدات ما بعد الحرب. أعلن المسؤولون اليابانيون بعد قرار المحكمة، إرسال حكومتهم وفدًا إلى الصين للحفر وإزالة مئات مخلفات الأسلحة الكيميائية التي تُركت هناك، بما في ذلك القنابل والقذائف وحاويات غاز الخردل وغيرها من السموم التي خلفتها الحرب العالمية الثانية.
زُعم أن خبراء الحرب البيولوجية في اليابان وعلماء من الحرب العالمية الثانية، ساعدوا الولايات المتحدة في استعمال الأسلحة البيولوجية خلال الحرب الكورية.

### الأسلحة الكيميائية
استخدم اليابانيون غاز الخردل وغاز منفّط للويسيت، ضد القوات الصينية والمقاتلين في الصين، من بين آخرين خلال هجوم الأسلحة الكيميائية في تشانغده.
أجريت تجارب على الأسلحة الكيميائية على سجناء أحياء (الوحدة 516). اعتبارًا من عام 2005، أي بعد مرور 60 عامًا على انتهاء الحرب، ما تزال أقنعة الغاز التي تركتها اليابان في المخابئ والحفر في مواقع البناء، تسبب وقوع إصابات وحتى وفيات.
ارتُكبت عدة هجمات كيميائية على أشخاص مختلفين باستخدام غاز في إكس، بالإضافة إلى هجمات الغازات السامة في مترو أنفاق طوكيو (عملية إرهابية محلية) في 20 مارس 1995 من قبل أعضاء في حركة طائفة أوم شينريكيو. وبعد عدة مداهمات عُثر في وقت لاحق على مخزون كبير من الأسلحة الكيميائية الأخرى المخبأة.
اعترفت قوة الدفاع الذاتي البرية اليابانية عام 1995، بحيازتها عينات من غاز السارين لأغراض دفاعية. وقعّت اليابان معاهدة حظر الأسلحة الكيميائية في ديسمبر 1993. صدّقت اليابان على اتفاقية الأسلحة الكيميائية لعام 1995 وكانت بالتالي دولة طرفًا عند دخول المعاهدة حيز التنفيذ في عام 1997.

### الأسلحة النووية
نُفذ برنامج ياباني لتطوير الأسلحة النووية خلال الحرب العالمية الثانية. لكنه على غرار برنامج التسليح النووي الألماني، عانى من مجموعة من المشاكل، ولم يتمكن في النهاية من التقدم إلى ما بعد المرحلة المخبرية قبل القصف الذري لهيروشيما وناغازاكي والاستسلام الياباني في أغسطس 1945.
يحظر دستور اليابان ما بعد الحرب، تأسيس قوات عسكرية هجومية، وليس الأسلحة النووية بشكل صريح. اعتمدت اليابان في عام 1967على المبادئ الثلاثة غير النووية، التي تستبعد إنتاج الأسلحة النووية أو حيازتها أو إدخالها حدود البلاد. وقّعت اليابان على معاهدة الحد من انتشار الأسلحة النووية في فبراير 1970.